# Lista di encicliche
Il seguente elenco, ordinato cronologicamente per la data di stesura, riporta tutte le encicliche dei papi della Chiesa cattolica.
Il numero a fianco del pontefice rappresenta il numero di papa della storia.

## Dalla prima enciclica (1740) al Concilio Ecumenico Vaticano I

### Benedetto XIV (1740-1758)
247. Papa Benedetto XIV (1740-1758) - Prospero Lorenzo Lambertini, Bologna, 31 marzo 1675
- I Ubi primum - 3 dicembre 1740 - prima enciclica della storia della Chiesa
- II Pro eximia tua - 30 giugno 1741
- III Quamvis paternae - 26 agosto 1741
- IV Satis vobis compertum - 17 novembre 1741
- V Immensa pastorum -  20 dicembre 1741
- VI Etsi minime - 7 febbraio 1742
- VII Certiores effecti - 13 novembre 1742
- VIII Cum illud semper - 14 dicembre 1742
- IX Quemadmodum preces - 23 marzo 1743
- X Inter omnigenas - 2 febbraio 1744
- XI Cum semper oblatas - 19 agosto 1744
- XII Libentissime quidem - 10 giugno 1745
- XIII Gravissimum supremi - 8 settembre 1745
- XIV Vix pervenit - 1º novembre 1745
- XV Accepimus praestantium - 16 luglio 1746
- XVI Inter caetera - 1º gennaio 1748
- XVII Magnae nobis - 29 giugno 1748
- XVIII Annus qui hunc - 19 febbraio 1749
- XIX Apostolica constitutio - 26 giugno 1749
- XX Gravissimo animi - 31 ottobre 1749
- XXI Inter praeteritos - 3 dicembre 1749
- XXII Celebrationem magni - 1º gennaio 1751
- XXIII Prodiit jamdudum - 30 gennaio 1751
- XXIV Elapso proxime anno - 20 febbraio 1751
- XXV Magno cum animi - 2 giugno 1751
- XXVI A quo primum - 14 giugno 1751
- XXVII Cum religiosi aeque - 26 giugno 1754
- XXVIII Quod provinciale - 1º agosto 1754
- XXIX Allatae sunt - 26 luglio 1755
- XXX Ex quo primum - 1º marzo 1756
- XXXI Ex omnibus christiani - 16 ottobre 1756
- XXXII Quam grave - 2 agosto 1757

### Clemente XIII (1758-1769)
248. Papa Clemente XIII (1758-1769) - Carlo Rezzonico, Venezia, 7 marzo 1693
- I A quo die - 14 settembre 1758
- II Cum primum - 17 settembre 1759
- III Appetente sacro - 20 dicembre 1759
- IV In dominico agro - 14 giugno 1761
- V Quam graviter - 25 giugno 1766
- VI Christianae reipublicae - 25 novembre 1766

### Clemente XIV (1769-1774)
249. Papa Clemente XIV (1769-1774) - Gian Vincenzo Antonio Ganganelli, Santarcangelo di Romagna (Rimini), 21 ottobre 1705
- I Decet quam maxime - 21 settembre 1769
- II Cum summi apostolatus - 12 dicembre 1769

### Pio VI (1775-1799)
250. Papa Pio VI (1775-1799) - Giovanni Angelo Braschi, Cesena, 27 dicembre 1717
- I Inscrutabile divinae - 25 dicembre 1775
- II Adeo nota - 23 aprile 1791
- III In gravissimis - 19 marzo 1792
- IV Novae hae litterae - 19 marzo 1792
- V Dum nos - 19 aprile 1792
- VI Ubi Lutetiam - 13 giugno 1792
- VII Ignotae nemini - 21 novembre 1792
- VIII Ad nostras manus - 31 luglio 1793

### Pio VII (1800-1823)
251. Papa Pio VII (1800-1823) - Barnaba Chiaramonti, Cesena, 14 agosto 1742
- I Diu satis - 15 maggio 1800
- II Ex quo Ecclesiam - 24 maggio 1800
- III Il trionfo - 4 maggio 1814
- IV Vineam quam plantavit - 12 giugno 1817

### Leone XII (1823-1829)
252. Papa Leone XII (1823-1829) - Annibale della Genga, Genga (Ancona), 20 agosto 1760
- I Ubi primum - 5 maggio 1824
- II Ad plurimas - 25 gennaio 1825

### Pio VIII (1829-1830)
253. Papa Pio VIII (1829-1830) - Francesco Saverio Castiglioni, Cingoli (Macerata), 20 novembre 1761
- I Traditi humilitati nostrae - 24 maggio 1829

### Gregorio XVI (1831-1846)
254. Papa Gregorio XVI (1831-1846) - Bartolomeo Alberto Cappellari, Belluno, 18 settembre 1765
- I Quel Dio - 5 aprile 1831
- II Le armi valorose - 12 luglio 1831
- III Cum primum - 9 giugno 1832
- IV Mirari vos - 15 agosto 1832
- V Singulari nos - 25 giugno 1834
- VI Commissum divinitus - 17 maggio 1835
- VII Augustissimam beatissimi - 21 dicembre 1840
- VIII Inter ea - 1º aprile 1842
- IX Inter praecipuas - 8 maggio 1844

## Dal Concilio Ecumenico Vaticano I al Concilio Ecumenico Vaticano II

### Pio IX (1846-1878)
255. Beato Pio IX (1846-1878) - Giovanni Maria Mastai Ferretti, Senigallia (Ancona), 13 maggio 1792
- I Qui pluribus - 9 novembre 1846
- II Praedecessores nostros - 25 marzo 1847
- III Ubi Primum - 17 giugno 1847
- IV In Suprema Petri sede - 6 gennaio 1848
- V Ubi Primum - 2 febbraio 1849
- VI Nostis et nobiscum - 8 dicembre 1849
- VII Exultavit Cor Nostrum - 21 novembre 1851
- VIII Ex Aliis Nostris - 21 novembre 1851
- IX Nemo certe ignorat - 25 marzo 1852
- X Probe Noscitis - 17 maggio 1852
- XI Inter multiplices - 21 marzo 1853
- XII Neminem Vestrum - 2 febbraio 1854
- XIII Optime noscitis - 20 marzo 1854
- XIV Apostolicae Nostrae - 1º agosto 1854
- XV Optime noscitis - 5 novembre 1855
- XVI Singulari quidem - 17 marzo 1856
- XVII Cum Nuper - 20 gennaio 1858
- XVIII Amantissimi Redemptoris - 3 maggio 1858
- XIX Cum Sancta Mater - 27 aprile 1859
- XX Qui Nuper - 18 giugno 1859
- XXI Nullis Certe Verbis - 19 gennaio 1860
- XXII Amantissimus humani generis - 8 aprile 1862
- XXIII Quanto conficiamur - 10 agosto 1863
- XXIV Incredibili afflictamur - 17 settembre 1863
- XXV Ubi urbaniano - 30 luglio 1864
- XXVI Maximae quidem - 18 agosto 1864
- XXVII Quanta cura - 8 dicembre 1864
- XXVIII Levate - 27 ottobre 1867
- XXIX Respicientes ea - 1º novembre 1870
- XXX Ubi Nos - 15 maggio 1871
- XXXI Beneficia Dei - 4 giugno 1871
- XXXII Saepe Venerabiles - 5 agosto 1871
- XXXIII Quartus supra vigesimum - 6 gennaio 1873
- XXXIV Etsi multa luctuosa - 21 novembre 1873
- XXXV Vix dum a Nobis - 7 marzo 1874
- XXXVI Omnem sollicitudinem - 13 maggio 1874
- XXXVII Gravibus Ecclesiae - 24 dicembre 1874
- XXXVIII Quod nunquam - 5 febbraio 1875
- XXXIX Graves ac diuturnae - 23 marzo 1875
- XL Exortae in ista - 20 aprile 1876
- XLI Quae in patriarchatu - 1º settembre 1876

### Leone XIII (1878-1903)
256. Papa Leone XIII - 1878-1903 -  Vincenzo Gioacchino Pecci, Carpineto Romano - Roma, 2 marzo 1810
- I Inscrutabili Dei Consilio - 21 aprile 1878
- II Quod Apostolici Muneris - 28 dicembre 1878
- III Aeterni Patris - 4 agosto 1879
- IV Arcanum Divinae - 10 febbraio 1880
- V Grande Munus - 30 settembre 1880
- VI Sancta Dei Civitas - 3 dicembre 1880
- VII Diuturnum Illud - 29 giugno 1881
- VIII Licet Multa - 3 agosto 1881
- IX Etsi Nos - 15 febbraio 1882
- X Auspicato Concessum - 17 settembre 1882
- XI Cum Multa Sint - 8 dicembre 1882
- XII Supremi Apostolatus Officio - 1º settembre 1883
- XIII Nobilissima Gallorum Gens - 8 febbraio 1884
- XIV Humanum Genus - 20 aprile 1884
- XV Superiore Anno - 30 agosto 1884
- XVI Immortale Dei - 1º novembre 1885
- XVII Spectata Fides - 27 novembre 1885
- XVIII Quod Auctoritate - 22 dicembre 1885
- XIX Iampridem - 6 gennaio 1886
- XX Quod Multum - 22 agosto 1886
- XXI Pergrata Nobis - 14 settembre 1886
- XXII Vi è Ben Noto - 20 settembre 1887
- XXIII Officio Sanctissimo - 22 dicembre 1887
- XXIV Quod Anniversarius - 1º aprile 1888
- XXV In Plurimis - 5 maggio 1888
- XXVI Libertas - 20 giugno 1888
- XXVII Saepe Nos - 24 giugno 1888
- XXVIII Paterna Caritas - 25 luglio 1888
- XXIX Quam Aerumnosa - 10 dicembre 1888
- XXX Etsi Cunctas - 21 dicembre 1888
- XXXI Exeunte Iam Anno - 25 dicembre 1888
- XXXII Magni Nobis - 7 marzo 1889
- XXXIII Quamquam Pluries - 15 agosto 1889
- XXXIV Sapientiae Christianae - 10 gennaio 1890
- XXXV Dall'alto dell'Apostolico Seggio - 15 ottobre 1890
- XXXVI Catholicae Ecclesiae - 20 novembre 1890
- XXXVII In Ipso - 3 marzo 1891
- XXXVIII Rerum Novarum - 15 maggio 1891
- XXXIX Pastoralis Vigilantiae - 25 giugno 1891
- XL Pastoralis Officii - 12 settembre 1891
- XLI Octobri Mense - 22 settembre 1891
- XLII Au Milieu Des Sollicitudes - 16 febbraio 1892
- XLIII Quarto Abeunte Saeculo - 16 luglio 1892
- XLIV Magnae Dei Matris - 8 settembre 1892
- XLV Custodi di quella Fede - 8 dicembre 1892
- XLVI Inimica Vis - 8 dicembre 1892
- XLVII Ad Extremas - 24 giugno 1893
- XLVIII Constanti Hungarorum - 2 settembre 1893
- XLIX Laetitiae Sanctae - 8 settembre 1893
- L Non Mediocri - 25 ottobre 1893
- LI Providentissimus Deus - 18 novembre 1893
- LII Caritatis - 19 marzo 1894
- LIII Inter Graves - 1º maggio 1894
- LIV Litteras a Vobis - 2 luglio 1894
- LV Iucunda Semper Expectatione - 8 settembre 1894
- LVI Christi Nomen - 24 dicembre 1894
- LVII Longinqua - 6 gennaio 1895
- LVIII Permoti Nos - 10 luglio 1895
- LIX Adiutricem - 5 settembre 1895
- LX Insignes - 1º maggio 1896
- LXI Satis Cognitum - 29 giugno 1896
- LXII Fidentem Piumque Animum - 20 settembre 1896
- LXIII Divinum illud munus - 9 maggio 1897
- LXIV Militantis Ecclesiae - 1º agosto 1897
- LXV Augustissimae Virginis Mariae - 12 settembre 1897
- LXVI Affari Vos - 8 dicembre 1897
- LXVII Caritatis Studium - 25 luglio 1898
- LXVIII Spesse Volte - 5 agosto 1898
- LXIX Quam Religiosa - 16 agosto 1898
- LXX Diuturni Temporis - 5 settembre 1898
- LXXI Quum Diuturnum - 25 dicembre 1898
- LXXII Annum Sacrum - 25 maggio 1899
- LXXIII Depuis le jour - 8 settembre 1899
- LXXIV Paternae - 18 settembre 1899
- LXXV Omnibus Compertum - 21 luglio 1900
- LXXVI Tametsi Futura Prospicientibus - 1º novembre 1900
- LXXVII Graves de Communi Re - 18 gennaio 1901
- LXXVIII Gravissimas - 16 maggio 1901
- LXXIX Reputantibus - 20 agosto 1901
- LXXX Urbanitatis Veteris - 20 novembre 1901
- LXXXI In Amplissimo - 15 aprile 1902
- LXXXII Quod Votis - 30 aprile 1902
- LXXXIII Mirae Caritatis - 28 maggio 1902
- LXXXIV Quae Ad Nos - 22 novembre 1902
- LXXXV Fin dal Principio - 8 dicembre 1902
- LXXXVI Dum Multa - 24 dicembre 1902

### Pio X (1903-1914)
257. San Pio X (1903-1914) - Giuseppe Melchiorre Sarto, Riese (Treviso), 2 giugno 1835
- I E Supremi - 4 ottobre 1903
- II Ad Diem Illum Laetissimum - 2 febbraio 1904
- III Iucunda Sane - 12 marzo 1904
- IV Acerbo Nimis - 15 aprile 1905
- V Il Fermo Proposito - 11 giugno 1905
- VI Vehementer Nos - 11 febbraio 1906
- VII Tribus Circiter - 5 aprile 1906
- VIII Pieni l'Animo - 28 luglio 1906
- IX Gravissimo Officii Munere - 10 agosto 1906
- X Une Fois Encore - 6 gennaio 1907
- XI Pascendi Dominici Gregis - 8 settembre 1907
- XII Communium Rerum - 21 aprile 1909
- XIII Editae Saepe - 26 maggio 1910
- XIV Iamdudum - 24 maggio 1911
- XV Lacrimabili Statu - 7 giugno 1912
- XVI Singulari Quadam - 24 settembre 1912

### Benedetto XV (1914-1922)
258. Papa Benedetto XV (1914-1922) - Giacomo della Chiesa, Genova, 21 novembre 1854
- I Ad Beatissimi Apostolorum - 1º novembre 1914
- II Humani Generis Redemptionem - 15 giugno 1917
- III Quod Iam Diu - 1º dicembre 1918
- IV In Hac Tanta - 14 maggio 1919
- V Paterno Iam Diu - 24 novembre 1919
- VI Pacem Dei Munus Pulcherrimum - 23 maggio 1920
- VII Spiritus Paraclitus - 15 settembre 1920
- VIII Principi Apostolorum Petro - 5 ottobre 1920
- IX Annus Iam Plenus - 1º dicembre 1920
- X Sacra Propediem - 6 gennaio 1921
- XI In Praeclara Summorum - 30 aprile 1921
- XII Fausto Appetente Die - 29 giugno 1921

### Pio XI (1922-1939)
259. Papa Pio XI (1922-1939) - Achille Ratti, Desio (Milano), 31 maggio 1857
- I Ubi Arcano Dei Consilio - 23 dicembre 1922
- II Rerum Omnium Perturbationem - 26 gennaio 1923
- III Studiorum Ducem  - 29 giugno 1923
- IV Ecclesiam Dei  - 12 novembre 1923
- V Maximam Gravissimamque - 18 gennaio 1924
- VI Quas Primas - 11 dicembre 1925
- VII Rerum Ecclesiae - 28 febbraio 1926
- VIII Rite Expiatis - 30 aprile 1926
- IX Iniquis Afflictisque - 18 novembre 1926
- X Mortalium Animos - 6 gennaio 1928
- XI Miserentissimus Redemptor - 8 maggio 1928
- XII Rerum Orientalium  - 8 settembre 1928
- XIII Mens Nostra - 20 dicembre 1929
- XIV Quinquagesimo Ante Anno  - 23 dicembre 1929
- XV Divini Illius Magistri - 31 dicembre 1929
- XVI Ad Salutem Humani - 20 aprile 1930
- XVII Casti Connubii - 31 dicembre 1930
- XVIII Quadragesimo anno - 15 maggio 1931
- XIX Non Abbiamo Bisogno - 29 giugno 1931
- XX Nova Impendet - 2 ottobre 1931
- XXI Lux Veritatis  - 25 dicembre 1931
- XXII Caritate Christi Compulsi - 3 maggio 1932
- XXIII Acerba Animi - 29 settembre 1932
- XXIV Dilectissima Nobis - 3 giugno 1933
- XXV Ad Catholici Sacerdotii - 20 dicembre 1935
- XXVI Vigilanti cura - 29 giugno 1936
- XXVII Mit brennender Sorge 14 marzo 1937
- XXVIII Divini Redemptoris - 19 marzo 1937
- XXIX Firmissimam Constantiam (conosciuta anche come Nos Es Muy Conocida) - 28 marzo 1937
- XXX Ingravescentibus Malis - 29 settembre 1937

### Pio XII (1939-1958)
260. Papa Pio XII venerabile (1939-1958) - Eugenio Pacelli, Roma, 2 marzo 1876
- I Summi Pontificatus - 20 ottobre 1939
- II Sertum laetitiae - 1º novembre 1939
- III Saeculo exeunte octavo - 13 giugno 1940
- IV Mystici Corporis Christi - 29 giugno 1943
- V Divino afflante Spiritu - 30 settembre 1943
- VI Orientalis Ecclesiae - 9 aprile 1944
- VII Communium interpretes dolorum - 15 aprile 1945
- VIII Orientales omnes Ecclesias - 23 dicembre 1945
- IX Quemadmodum - 6 gennaio 1946
- X Deiparae Virginis Mariae - 1º maggio 1946
- XI Fulgens radiatur - 21 marzo 1947
- XII Mediator Dei - 20 novembre 1947
- XIII Optatissima pax - 18 dicembre 1947
- XIV Auspicia quaedam - 1º maggio 1948
- XV In multiplicibus curis - 24 ottobre 1948
- XVI Redemptoris nostri cruciatus - 15 aprile 1949
- XVII Anni Sacri - 12 marzo 1950
- XVIII Summi maeroris - 19 luglio 1950
- XIX Humani generis - 22 agosto 1950
- XX Mirabile illud - 6 dicembre 1950
- XXI Evangelii praecones - 2 giugno 1951
- XXII Sempiternus Rex Christus - 8 settembre 1951
- XXIII Ingruentium malorum - 15 settembre 1951
- XXIV Orientales Ecclesias - 15 dicembre 1952
- XXV Doctor Mellifluus - 24 maggio 1953
- XXVI Fulgens corona - 8 settembre 1953
- XXVII Sacra virginitas - 25 marzo 1954
- XXVIII Ecclesiae fastos - 5 giugno 1954
- XXIX Ad Sinarum gentem - 7 ottobre 1954
- XXX Ad Caeli Reginam - 11 ottobre 1954
- XXXI Musicae sacrae - 25 dicembre 1955
- XXXII Haurietis aquas - 15 maggio 1956
- XXXIII Luctuosissimi eventus - 28 ottobre 1956
- XXXIV Laetamur admodum - 1º novembre 1956
- XXXV Datis nuperrime - 5 novembre 1956
- XXXVI Fidei donum - 21 aprile 1957
- XXXVII Invicti athletae Christi - 16 maggio 1957
- XXXVIII Le pèlerinage de Lourdes - 2 luglio 1957
- XXXIX Miranda prorsus - 8 settembre 1957
- XL Ad Apostolorum principis - 29 giugno 1958
- XLI Meminisse iuvat - 14 luglio 1958

## Dal Concilio Ecumenico Vaticano II ad oggi

### Giovanni XXIII (1958-1963)
261. San Giovanni XXIII (1958-1963) - Angelo Giuseppe Roncalli, Sotto il Monte (Bergamo), 25 novembre 1881
- I Ad Petri Cathedram - 29 giugno 1959
- II Sacerdotii nostri primordia - 1º agosto 1959
- III Grata recordatio - 26 settembre 1959
- IV Princeps pastorum - 28 novembre 1959
- V Mater et magistra - 15 maggio 1961
- VI Aeterna Dei sapientia - 11 novembre 1961
- VII Paenitentiam agere - 1º luglio 1962
- VIII Pacem in terris - 11 aprile 1963

### Paolo VI (1963-1978)
262. San Paolo VI (1963-1978) - Giovanni Battista Montini, Concesio (Brescia), 26 settembre 1897
- I Ecclesiam Suam - 6 agosto 1964
- II Mense maio - 29 aprile 1965
- III Mysterium fidei - 3 settembre 1965
- IV Christi Matri - 15 settembre 1966
- V Populorum progressio - 26 marzo 1967
- VI Sacerdotalis caelibatus - 24 giugno 1967
- VII Humanae vitae - 25 luglio 1968

### Giovanni Paolo I (1978)
263. Beato Giovanni Paolo I (26 agosto-28 settembre 1978) - Albino Luciani, Canale d'Agordo (Belluno), 17 ottobre 1912 
- Questo papa non ha pubblicato alcuna enciclica a causa del suo brevissimo pontificato.

### Giovanni Paolo II (1978-2005)
264. San Giovanni Paolo II (1978-2005) - Karol Wojtyła, Wadowice (Polonia), 18 maggio 1920
- I Redemptor hominis - 4 marzo 1979
- II Dives in misericordia - 30 novembre 1980
- III Laborem exercens - 14 settembre 1981
- IV Slavorum Apostoli - 2 giugno 1985
- V Dominum et vivificantem - 18 maggio 1986
- VI Redemptoris Mater - 25 marzo 1987
- VII Sollicitudo rei socialis - 30 dicembre 1987
- VIII Redemptoris missio - 7 dicembre 1990
- IX Centesimus annus - 1º maggio 1991
- X Veritatis splendor - 6 agosto 1993
- XI Evangelium vitae - 25 marzo 1995
- XII Ut unum sint - 25 maggio 1995
- XIII Fides et ratio - 14 settembre 1998
- XIV Ecclesia de Eucharistia - 17 aprile 2003

### Benedetto XVI (2005-2013)
265. Papa Benedetto XVI (2005-2013) - Joseph Ratzinger, Marktl (Germania), 16 aprile 1927
- I Deus caritas est - 25 dicembre 2005
- II Spe salvi - 30 novembre 2007
- III Caritas in veritate - 29 giugno 2009

### Francesco (2013-2025)
266. Papa Francesco (2013-2025) - Jorge Mario Bergoglio, Buenos Aires (Argentina), 17 dicembre 1936
- I Lumen fidei - 29 giugno 2013
- II Laudato si' - 24 maggio 2015
- III Fratelli tutti - 3 ottobre 2020
- IV Dilexit nos - 24 ottobre 2024